# Distretto di Lasbela
Il distretto di Lasbela (in urdu: ضلع لسبیلہ) è un distretto del Belucistan, in Pakistan, che ha come capoluogo Lasbela. Nel 1998 possedeva una popolazione di 312.695 abitanti.